# シドニー・ファン・ホーイドンク
シドニー・ファン・ホーイドンク（Sydney van Hooijdonk、2000年2月6日 - ）は、オランダ・ブレダ出身のサッカー選手。EFLチャンピオンシップ・ノリッジ・シティ所属。ポジションはFW。

## クラブ経歴
2016年、父も所属したNACブレダの下部組織に加入し、2016-17シーズンには16歳にしてNACのU-19デビューを果たした。このU-19では41試合で35得点、1つ上のカテゴリーであるU-21では16試合7得点を挙げている。ユース世代で結果を残したことから、2018年10月5日、エールディヴィジのFCユトレヒトとのリーグ戦でトップチームデビューを果たした。2018-19シーズン、1部の舞台で12試合に出場したが、フル出場はなく、得点も生まれなかった。また、クラブもエールステ・ディヴィジに降格した。
翌2019-20シーズン、クラブが降格したことで次第に出場機会が増え、前半戦の第5節から11節では5得点を記録した。しかし、その後はゴールが奪えず、結果、シーズン通算6得点に落ち着いた。しかし、2020-21シーズンに得点能力が開花し、同シーズンは2部リーグながら自己最多の15ゴールを決めた。
2021年7月3日、ボローニャFCと契約したことが発表された。8月22日、USサレルニターナ1919とのリーグ戦でデビュー。以降は全ての試合でベンチ入りするも出場機会は少なく、リーグ前半戦はわずか4試合の出場となった。
2022年1月25日、SCヘーレンフェーンに2021-22シーズン終了までレンタル移籍することが決まった。ヘーレンフェーンでは、シーズンの後半戦のみでリーグ戦13試合に出場し、6得点を挙げた。ボローニャへレンタルバック後の2022年7月25日、再びヘーレンフェーンにレンタル移籍されることが決定し、契約期間は2022-23シーズン終了までの期間となった。
2024年2月1日、ノリッジ・シティFCに買取オプション付きのレンタル移籍で加入した。

## 人物
父親はオランダ代表で活躍し、1990年代から2000年代前半にかけてのエールディヴィジを代表するストライカーピエール・ファン・ホーイドンクである。